# Apatia seksualna
Apatia seksualna - zmniejszona wrażliwość receptorów na działanie testosteronu. 
Występuje na skutek zmniejszenia zainteresowania partnerem i małym zainteresowaniem współżyciem seksualnym.
Przyczyną występowania apatii może być, zjawisko przemęczenia organizmu np. w przypadku nadmiernie przepracowanych mężczyzn, związana ze stresem towarzyszącym wykonywanej pracy. Może też być następstwem depresji, spożywania nadmiernej ilości alkoholu, palenia papierosów itp.

Przeczytaj ostrzeżenie dotyczące informacji medycznych i pokrewnych zamieszczonych w Wikipedii.